# Étienne de Crécy
Étienne Bernard de Crécy (pronunciación en francés: /etjɛn də kʁesi/; también conocido como Superdiscount, EDC, Minos Pour Main Basse y Mooloodjee) (nacido el 25 de febrero de 1969, Lyon, Francia) es un DJ, artista musical y productor francés de música electrónica, principalmente house.

## Biografía
Crécy nació en Lyon y vivió durante su infancia en Dijon y Marsella y Versalles donde, a mediados de los 80s, estudió en la escuela secundaria y de bachillerato Jules Ferry donde también eran estudiantes Air y Alex Gopher (con quien crearía el sello musical Solid y formaría parte del grupo musical Louba (con Mr. Learn y Pierre-Michel Levallois). Posteriormente se mudaría a Paris donde trabaja como técnico en el estudio de grabación +XXX ("plus trente"), época donde conoce a Philippe Zdar of Cassius, que trabaja con MC Solaar en un estudio cercano. Juntos, descubren las raves y la música Techno a principios de los 90 y crean música bajo el nombre Motorbass. Después de dos EP en 1995 publican el álbum Pansoul.
En 1995 Étienne crea el sello Solid junto con Pierre-Michel Levallois y Alex Gopher bajo el cual en lanza la serie de maxis Super Discount con temas creados por el mismo con su propio nombre y bajo los pseudónimos Mooloodjee y Minos Pour Main Basse (Sur La Ville) y por amigos como Air, Mr. Learn y Alex Gopher o junto a Philippe Zdar bajo el nombre La Chatte Rouge).
En 2000, publica un álbum en solitario, Tempovision, acompañando el lanzamiento con videoclips que ilustran los sencillos del disco y que son realizados por su hermano, Geoffroy de Crécy.
Cuatro años más tarde, regresa con Super Discount 2 con los mismos colaboradores y además el grupo Cassius usando solo instrumentos musicales electrónicos antiguos como la Roland TB303.
En 2012, lanza en su propio sello, Pixadelic, una recopilación retrospectiva My Contribution to Global Warming con temas esenciales, remezclas e inéditos creados desde 1992.
En 2014 presenta Super Discount 3 y en 2018 un nuevo álbum: Beats 'N' Cubes .

## Discografía

### LP de estudio
- Super Discount (1996, Different)
- Tempovision (2000, Solid) FR #57[1]
- Super Discount 2 (2004, Solid) FR #72,[1] BE (VI) #70[2]
- Super Discount 3 (2015, Pixadelic/A+LSO/Sony Music)[3] FR #40,[1] BE (FL) #56,[2] BE (WA) #103,[4] SWI #99[5]

### LP en directo
- Live On Neptune (2007, Pixadelic) (solo digital)

### Recopilatorios
- Tempovision Remixes (2002, Solid)
- Beats'n'Cubes Vol.1 (2011, Dim Mak Records)
- My Contribution to the Global Warming (2012, Pixadelic)

### EP y 12" Maxis
| Año  | Título                                    | Posición en listas de éxitos | Posición en listas de éxitos | Posición en listas de éxitos | Posición en listas de éxitos | Álbum            |
| Año  | Título                                    | FR                           | BE                           | NL                           | UK                           | Álbum            |
| ---- | ----------------------------------------- | ---------------------------- | ---------------------------- | ---------------------------- | ---------------------------- | ---------------- |
| 1996 | Super Discount - ¥                        |                              |                              |                              |                              | Super Discount   |
| 1996 | Super Discount - F                        |                              |                              |                              |                              | Super Discount   |
| 1996 | Super Discount - '                        |                              |                              |                              |                              | Super Discount   |
| 1996 | Super Discount - £                        |                              |                              |                              |                              | Super Discount   |
| 1997 | "Le Patron Est Devenu Fou!"               |                              |                              |                              | 118                          | Super Discount   |
| 1998 | "Prix Choc (Remixes)"                     |                              |                              |                              | 60                           | Super Discount   |
| 2000 | "Am I Wrong"                              |                              | 15 (WA)                      |                              | 44                           | Tempovision      |
| 2000 | "3 Day Week-End"                          |                              |                              |                              |                              | Tempovision      |
| 2001 | "Scratched"                               |                              |                              | 96                           | 80                           | Tempovision      |
| 2001 | "Tempovision"                             |                              |                              |                              |                              | Tempovision      |
| 2004 | Super Discount 2 - ¥                      |                              |                              |                              |                              | Super Discount 2 |
| 2004 | Super Discount 2 - €                      |                              |                              |                              |                              | Super Discount 2 |
| 2004 | Super Discount 2 - '                      |                              |                              |                              |                              | Super Discount 2 |
| 2004 | Super Discount 2 - £                      |                              |                              |                              |                              | Super Discount 2 |
| 2005 | "Someone Like You (Fast Track Vocal Mix)" |                              | 8 (VI)                       |                              | 140                          | Super Discount 2 |
| 2006 | Commercial E.P.1                          |                              |                              |                              |                              |                  |
| 2007 | Commercial E.P.2                          |                              |                              |                              |                              |                  |
| 2010 | Welcome EP                                |                              |                              |                              |                              |                  |
| 2010 | Hope EP                                   | 94                           |                              |                              |                              |                  |
| 2010 | Binary EP                                 | 84                           |                              |                              |                              |                  |
| 2010 | No Brain EP                               |                              |                              |                              |                              |                  |
| 2011 | "All Right" (solo digital)                |                              |                              |                              |                              |                  |
| 2013 | "Beatcrush"                               |                              |                              |                              |                              |                  |
| 2014 | "Hashtag My Ass" (solo digital)           | 181                          |                              |                              |                              | Super Discount 3 |
| 2014 | "Night (Cut the Crap)" solo digital)      |                              |                              |                              |                              | Super Discount 3 |
| 2014 | "You" (featuring Madeline Follin)         | 121                          | 40 (VI)                      |                              |                              | Super Discount 3 |
| 2015 | "Smile" (with Alex Gopher)                | 96                           |                              |                              |                              | Super Discount 3 |